# Viv Ansanm
Viv Ansanm, liderado por Jimmy Chérizier, es un grupo formado en septiembre de 2023 como una coalición de pandillas mediante una alianza entre las dos principales facciones que operan en Puerto Príncipe, G-9 y G-Pèp. El grupo proporciona una plataforma unificada para que los grupos criminales utilicen la violencia para desestabilizar Haití y reprimir las acciones destinadas a restaurar el control del Estado. Viv Ansanm ha lanzado ataques coordinados contra infraestructura crítica en Haití, incluyendo prisiones, edificios gubernamentales y el principal aeropuerto de Haití en Puerto Príncipe, como parte de una campaña que, entre otras cosas, forzó la renuncia del ex primer ministro haitiano Ariel Henry.
Las dos coaliciones de pandillas opuestas, G9 y G-Pèp, reactivaron la coalición Viv Ansanm el 29 de febrero de 2024 para formar un frente común contra el gobierno de transición. Desde finales de febrero hasta mayo de 2024, Puerto Príncipe experimentó niveles de violencia sin precedentes, marcados por ataques coordinados de pandillas contra edificios gubernamentales clave e infraestructura crítica. Desde entonces, el nivel de violencia ha seguido aumentando a medida que Viv Ansanm busca consolidar su territorio y conquistar nuevos barrios en Puerto Príncipe.
Viv Ansanm ha lanzado al menos 10 ataques importantes contra el Palacio Nacional desde principios de marzo de 2024. Viv Ansanm también atacó repetidamente, entre otros, los Ministerios de Justicia, Defensa e Interior, el antiguo edificio de la Corte Superior de Cuentas y del Contenido Administrativo y el hospital general, así como unidades de la Policía Nacional de Haití, incluida la Unidad Departamental de Mantenimiento del Orden y la comisaría de policía de Puerto Príncipe.
Menores de edad han estado involucrados en los ataques de Viv Ansanm en Puerto Príncipe y en la gestión de puestos de control. Se utilizan niños para diferentes tareas según su edad, sexo y habilidades. Por ejemplo, las niñas suelen participar en las tareas domésticas y como espías para recabar información de posibles víctimas de secuestro, o para vigilar los movimientos de la policía u otras bandas. También hay informes de niñas que portan armas y probablemente participan en enfrentamientos.
El 2 de mayo de 2025 es designado como organización terrorista por el departamento de estado de los Estados Unidos.

## Acciones armadas
- Entre el 11 y el 19 de noviembre de 2024, bandas de Viv Ansanm atacaron varios lugares del área metropolitana de Puerto Príncipe, como Pernier, Nazon y Vivy Mitchel, en un intento de invadir Delmas y Pétionville. La violencia resultante causó al menos 220 muertos, 92 heridos y casi 41.000 desplazados.
- Entre el 26 y el 29 de enero de 2025, Viv Ansanm lanzó múltiples ataques en Kenscoff (Departamento Oeste), al sur de Puerto Príncipe, con el objetivo de tomar el control de la zona y asegurar el acceso al sureste del país. Se estima que entre 90 y 150 personas murieron en la masacre. La violencia también provocó la destrucción de más de 100 viviendas y el desplazamiento de 3139 personas.
- En las comunas del norte de la capital, dos bandas que forman parte de Viv Ansanm, 5 Segonn y Canaan, mataron al menos a 10 personas y quemaron varias casas durante ataques contra las comunas de Arcahaïe y Cabaret el 6 de agosto de 2024, en un intento de extender el control a lo largo de la zona de la bahía de Puerto Príncipe, presumiblemente para facilitar el movimiento de drogas y el acceso a otras zonas.
- El 24 de marzo de 2024, Viv Ansanm lanzó un ataque indiscriminado a gran escala contra varias manzanas alrededor del Palacio Nacional. El objetivo del ataque era desalojar la zona y causar el mayor daño posible. Johnson “Izo” André (HTi.002), líder de 5 Segonn, ha sido identificado como uno de los principales agresores del ataque.
- En marzo de 2024, Viv Ansanm destruyó el Hospital Jude-Anne y saqueó el Hospital y el Centro de Salud Saint Martin en el barrio Delmas 18.
- Entre febrero y mayo de 2024, miembros del Viv Ansanm vandalizaron e incendiaron las instalaciones de la Facultad de Ciencias, la Facultad de Lingüística, la Facultad de Agronomía y Veterinaria, la Facultad de Medicina y Farmacia y la Escuela Normal Superior de la Universidad Estatal de Haití, la Escuela Nacional de Artes, la Escuela Mixta Les Frères Nau, la Biblioteca Nacional de Puerto Príncipe, entre muchos otros sitios educativos.
- El 15 de marzo de 2024, Viv Ansanm, junto con civiles, saqueó un contenedor con ayuda humanitaria perteneciente a UNICEF, que contenía suministros esenciales para la supervivencia de los niños. El cierre del principal puerto comercial de Puerto Príncipe (APN/CPS) afectó gravemente la cadena de suministro de productos básicos, lo que provocó escasez de equipo humanitario.

## Enlaces
Imagen de territorios controlados por las pandillas G-9 y G-Pep.